# Teorema da categoria de Baire
Em matemática, sobretudo na análise funcional, o teorema da categoria de Baire ou apenas teorema de Baire fornece condições suficientes para estabelecer que determinado espaço topológico é um espaço de Baire, ou seja, um espaço de segunda categoria em si. Este resultado possui esse nome em homenagem ao matemático René-Louis Baire (1874 - 1932), onde em sua tese intitulada Sur les fonctions de variable réelles ("On the Functions of Real Variables"), trouxe a noção de conjunto magro e o resultado que leva seu nome. 

## Enunciado
- Na teoria dos espaços métricos completos, o teorema de Baire possui os seguintes enunciados equivalentes:

1. Se {\displaystyle F=\bigcup \limits _{n=1}^{\infty }F_{n}} onde {\displaystyle int(F_{n})=\varnothing }, para todo {\displaystyle n\in \mathbb {N} }, então {\displaystyle int(F)=\varnothing };
2. Todo conjunto magro tem interior vazio;
3. Se {\displaystyle \{A_{n}\}_{n\in \mathbb {N} }}é uma família de conjuntos abertos e densos então {\displaystyle A=\bigcap \limits _{n=1}^{\infty }A_{n}}é denso em M.

- Do ponto de vista topológico, podemos apresentar a seguinte formulação:

1. Todo espaço localmente compacto de Hausdorff não vazio é um espaço de Baire.

## Demonstração
Uma das demonstrações deste resultado, que se faz necessária a completude do espaço na qual estamos trabalhando é feita de forma construtiva. Sabendo que as afirmações citadas são equivalentes, apresentaremos a demonstração do item 3): 
Seja {\displaystyle \{A_{n}\}_{n\in \mathbb {N} }}uma família de conjuntos abertos e densos de um espaço métrico completo M. Queremos mostrar que dada qualquer bola aberta  {\displaystyle B_{1}}tem-se que {\displaystyle A\cap B_{1}\neq \varnothing }. Assim, seja {\displaystyle B_{1}} uma bola aberta arbitrária, sendo {\displaystyle A_{1}}aberto e denso temos que{\displaystyle A_{1}\cap B_{1}}é aberto e não-vazio, desta forma existe {\displaystyle r>0}tal que {\displaystyle B_{r}\subset A_{1}\cap B_{1}}. Tomando uma bola aberta {\displaystyle B_{2}}de raio menor que {\displaystyle r} e menor ou igual a {\displaystyle {\frac {1}{2}}}, temos que {\displaystyle {\overline {B_{2}}}\subset B_{r}\subset A_{1}\cap B_{1}}. Prosseguindo da mesma forma, obtemos uma {\displaystyle B_{3}} de raio menor que {\displaystyle {\frac {1}{3}}}tal que {\displaystyle {\overline {B_{3}}}\subset A_{2}\cap B_{2}}e portanto para todo {\displaystyle n}, temos que existe {\displaystyle B_{n+1}}tal que {\displaystyle {\overline {B_{n+1}}}\subset A_{n}\cap B_{n}.}
Por construção, obtemos uma sequência decrescente {\displaystyle {\overline {B_{1}}}\supset {\overline {B_{2}}}\supset ...\supset {\overline {B_{n}}}\supset ...}com {\displaystyle \lim \limits _{n\rightarrow \infty }diam({\overline {B_{n}}})=0}. Sendo {\displaystyle M} completo, segue do caso geral do Teorema do encaixe de intervalos que {\displaystyle \bigcap \limits _{n=1}^{\infty }{\overline {B_{n}}}=\{a\}}. Como, {\displaystyle {\overline {B_{n+1}}}\subset A_{n}\cap B_{n}}para todo {\displaystyle n}e {\displaystyle a\in B_{1}}, segue que {\displaystyle A\cap B_{1}\neq \varnothing }. 

## Consequência
Uma consequência direta do teorema de Baire é a seguinte:
- Seja {\displaystyle M} um espaço métrico completo. Se {\displaystyle M=\bigcup \limits _{n=1}^{\infty }F_{n}} enumerável onde cada {\displaystyle F_{n}} é fechado em {\displaystyle M}, então existe pelo menos um {\displaystyle n}, tal que {\displaystyle intF_{n}\neq \varnothing }.

## Aplicações
O teorema de Baire é um importante resultado na matemática, principalmente na análise devido ao seu grande número de consequências. Abaixo apresentaremos algumas de suas aplicações:
- A reta real {\displaystyle \mathbb {R} } é não-enumerável.

A demonstração deste fato é bastante simples, e segue abaixo:
Suponha que {\displaystyle \mathbb {R} } seja enumerável, então {\displaystyle \mathbb {R} =\bigcup \limits _{n=1}^{\infty }r_{n}}, isto é, podemos escrever {\displaystyle \mathbb {R} } como sendo a reunião enumerável de seus pontos que são claramente fechados em {\displaystyle \mathbb {R} }. Segue então do corolário do teorema de Baire que existe {\displaystyle n_{0}\in \mathbb {N} } tal que um dos pontos de {\displaystyle \mathbb {R} } tem interior não-vazio, o que é um absurdo. 
- Seja {\displaystyle I=[a,b]} um intervalo e {\displaystyle C={\mathcal {C}}_{0}(I,\mathbb {R} )} o conjunto das aplicações limitadas {\displaystyle f:I\rightarrow \mathbb {R} } com a métrica da convergência uniforme {\displaystyle d(f,g)=\sup \limits _{x\in I}|f(x)-g(x)|}. O conjunto {\displaystyle B=\{f\in C_{0}(I,\mathbb {R} )\;|\;f\;possui\;derivada\;em\;algum\;ponto\;de\;I\}} é magro em  {\displaystyle {\mathcal {C}}_{0}(I,\mathbb {R} )}, ou seja, o conjunto das funções {\displaystyle f\in {\mathcal {C}}_{0}(I,\mathbb {R} )} que não possuem derivada em ponto algum de {\displaystyle I} contém uma interseção enumerável de abertos densos em {\displaystyle {\mathcal {C}}_{0}(I,\mathbb {R} )}. De maneira intuitiva, este resultado garante que existem mais funções contínuas que não possuem derivada em ponto algum de {\displaystyle I} do que as que possuem.

- Seja {\displaystyle M,N} espaços métricos e {\displaystyle (f_{n})_{n\in \mathbb {N} }} uma sequência de aplicações contínuas tal que {\displaystyle f_{n}:M\rightarrow N} converge para {\displaystyle f:M\rightarrow N} simplesmente. Se M é completo então o conjunto dos pontos de descontinuidades de {\displaystyle f} é magro em {\displaystyle M}.

Na análise funcional:
- Teorema do mapeamento aberto
- Teorema do gráfico fechado
- Princípio da limitação uniforme ou Teorema de Banach - Steinhaus